# Beat Cafe
Beat Cafe è il ventitreesimo album in studio (il ventottesimo in totale) del cantautore scozzese Donovan, pubblicato nel 2004.

## Tracce
1. Love Floats – 4:18
2. Poorman's Sunshine – 4:02
3. Beat Cafe – 4:14
4. Yin My Yang – 3:35
5. Whirlwind – 4:46
6. Two Lovers – 3:42
7. The Question – 3:06
8. Lord of the Universe – 4:47
9. Lover O Lover – 4:56
10. The Cuckoo – 3:49
11. Do Not Go Gentle – 4:27
12. Shambala – 5:29